# David Hendricks Bergey
David Hendricks Bergey (ur. 27 grudnia 1860 w Skippack, Pensylwania, zm. 5 września 1937 w Filadelfii) – amerykański bakteriolog, główny autor dzieła taksonicznego Bergey's Manual of Determinative Bacteriology.
Studiował medycynę na Uniwersytecie Pensylwanii, do 1893 roku praktykował jako lekarz. Następnie, aż do emerytury w 1932 roku, pracował w laboratorium uniwersyteckim; kierował nim od roku 1929.